# Томас Вулф
Томас Клејтон Вулф (енгл. Thomas Clayton Wolfe; Ешвил, Северна Каролина, 3. октобра 1900. - Балтимор, Мериленд,15. септембар 1938) је био амерички књижевник.
Сматра се водећом личношћу америчке књижевности и прве половине двадесетог века. Био је у исто време и бунтован и емотиван. 
У својим делима није улепшавао истину и због тога су га многи осуђивали. Вулф се бавио критиком модерне цивилизације и материјалних вредности које је она постављала.

## Младост
Томас Вулф је рођен у Ешвилу, у савезној америчкој држави Северна Каролина, као најмлађе од осморо деце Вилијама Оливера Вулфа и Џулије Елизабет Вулф.
Његов отац је био погребник, док се његова мајка бавила некретнинама. Томас је био најблискији са Беном, његовим рођеним братом, који је преминуо у 26. години, и чија смрт је описана у књизи Погледај дом свој, анђеле.
Вулф је школовање започео на Универзитету Северна Каролина, када је имао само 15 година. Током студирања, са успехом је писао драме и учествовао у њиховом извођењу.
Вулф је дипломирао на Универзитету Северна Каролина 1920. године и септембра исте године уписао престижни Харвард, који завршава за две године. Активно сарађује са Џорџом Пирсом Бејкером, професором драме на Харварду.
Покушавајући да прода своје драме, сели се у Њујорк, где почиње да ради као професор енглеског језика на Њујоршком универзитету, где се задржава седам година.

## Каријера
Вулф није успевао да прода своја дела због њихове дужине. Године 1924. путује у Европу, посећујући Енглеску, Француску, Италију и Швајцарску. При повратку са свог путовања, упознајте тада већ удату Ејлин Бернштејн, са којом започиње романтичну везу која ће потрајати 5 година. Њихова веза значајно је утицала на наставак његове каријере.
На лето 1926. године, враћа се у Европу и почиње да пише прву верзију аутобиографске новеле Изгубљен, која ће касније прерасти у његово најпознатије дело Погледај дом свој, анђеле, евоцирајући сећања из родног Ешвила.
Књига Погледај дом свој, анђеле је један од најзначајнијих романа савремене америчке књижевности. То је аутобиографски роман који говори о одрастању младог Јуџина Ганта који заправо представља самог аутора. Његов отац је уметничка душа и боем док је мајка жена са амбицијом којој жеља за стицањем богатства постаје преча од породице. Као такви, они су неспојиви и препуни сукоба. Ти сукоби су кобни за Јуџина и његову браћу и сестре, који одбацују родитеље и отискују се у свет.
За живота је објавио велики број песама, прича, драма и два романа. Његови романи су аутобиографска или полуаутобиографска дела. Писана с много реторичке бујности, истичу се наглашеним индивидуализмом и готово мистичним узношењем младости, сексуса и Америке, али садрже и изражену критику друштвених односа.

## Смрт
Након подношења преко милион речи рукописа свом новом уреднику, Едварду Асвелу, Вулф је напустио Њујорк, како би обишао Запад. Он је провео две недеље путујући кроз 11 националних паркова на Западу, једини део земље који никада није посетио. Вулф је написао Асвелу да за разлику од свог претходног писања, где је био је фокусиран на породицу, његова перспектива је сада доста шира. 
У јулу, Вулф се разболео од упале плућа приликом посете Сијетлу, где проводи три недеље у болници. Његова сестра Мабел је затворила пансион у Вашингтону и отишла у Сијетл да се брине за њега. Вулфу је на крају дијагностикована милијарна туберкулоза.
Септембра месеца 1938. године, Вулф је послат у Балтимор како би се лечио код најпознатијег неурохирурга у земљи, Валтера Дандија, али је операција показала да је болест прегазила целу десну страну мозга. Без свести, Вулф је умро 18 дана пре свог 38. рођендана. Дневник његовог путовања кроз националне паркове је пронађен међу његовим стварима.
Вулф је сахрањен у Ешвилу, поред родитеља и браће и сестара.

## Дела
- Погледај дом свој, анђеле
- О времену и реци
- У мрачној шуми тајанственој као време
- Самоћа
- Ткање живота
- Паучина и стена
- Нема повратка дому